# Бірлік (Мойинкумський район)
Бірлі́к (каз. Бірлік, до 1997 року — Коктерек, каз. Көктерек) — село у складі Мойинкумського району Жамбильської області Казахстану. Адміністративний центр та єдиний населений пункт Бірліцького сільського округу.
В радянські часи село називалось Брлік.
Населення — 2866 осіб (2021; 3157 у 2009, 3588 у 1999, 4472 у 1989).